# Schuchtkogel
De Schuchtkogel is een 3471 meter hoge bergtop in de Ötztaler Alpen in het Oostenrijkse Tirol.
De berg is gelegen in de Weißkam, hemelsbreed een ruime kilometer ten noordoosten van de Wildspitze, in een graat die de Taschachferner van de Mittelbergferner scheidt. De beklimmingsroute naar de top loopt vanaf de Braunschweiger Hütte op 2759 meter hoogte over de Mittelbergferner en de noordelijke kam van de berg. De duur van een dergelijke tocht is volgens de literatuur ongeveer drie uur.
De berg werd voor het eerst beklommen op 8 september 1874 door professor Carl Zöppritz onder leiding van de berggidsen Alois Grüner en G. Praxmarer.